# Bouxurulles
Bouxurulles település Franciaországban, Vosges megyében. Lakosainak száma 178 fő (2022. január 1.). Bouxurulles Jorxey, Rapey, Rugney, Savigny, Ubexy, Avillers és Gircourt-lès-Viéville községekkel határos.

## Népesség
A település népességének változása:
| Lakosok száma | 157  | 165  | 169  | 170  | 172  | 174  | 176  | 178  | 178  |
|               | 2013 | 2015 | 2016 | 2017 | 2018 | 2019 | 2020 | 2021 | 2022 |